# Nowa Łuka
Nowa Łuka – wieś w Polsce, położona w województwie podlaskim, w powiecie hajnowskim, w gminie Narewka. Najmłodsza wieś w województwie. 
W latach 1986–1998 wieś administracyjnie należała do województwa białostockiego.
Prawosławni mieszkańcy wsi należą do parafii Świętych Apostołów Piotra i Pawła w Lewkowie Starym, a wierni kościoła rzymskokatolickiego do parafii św. Jana Chrzciciela w Narewce.

## Integralne części wsi
| SIMC    | Nazwa    | Rodzaj     |
| ------- | -------- | ---------- |
| 0036854 | Słobódka | przysiółek |

## Położenie, opis i zarys historyczny
Jest to wieś letniskowo-turystyczna, otoczona lasami (iglastymi), leżąca nad Zalewem Siemianówka, w pobliżu rzeki Narwi. 
Rdzenni mieszkańcy Nowej Łuki dawniej zamieszkiwali wieś Łukę, lecz zostali stamtąd wysiedleni z powodu budowy zbiornika wodnego Siemianówka.
Obecnie dużą część zabudowy wsi stanowią domy letniskowe zamieszkane jedynie czasowo (choć niektóre nadają się do zamieszkania całorocznego) a Nowa Łuka jest, w tej okolicy, dużą miejscowością, która posiada największą, po Narewce, ilość ulic.
Ze wsi prowadzi droga do tamy spiętrzającej wodę na zalewie. Najbliższa większa wieś to Bondary. Znajduje się ona po drugiej stronie rzeki Narew (prowadzi do niej most).
Dużą część mieszkańców stanowią polscy Białorusini i wyznawcy prawosławia.

## Znaczniejsze obiekty

### Cerkiew prawosławna
Pod koniec 2005, po 6 latach budowy poświęcona została w Nowej Łuce (przez zwierzchnika polskiej Cerkwi, metropolitę Sawę) cerkiew prawosławna pod wezwaniem św. Eliasza. 
Świątynia powstała dzięki zaangażowaniu wielu łuczan i mieszkańców okolicznych wsi, którzy wykonali dużą część prac budowlanych. Większość kosztów pokrył jednak jeden z mieszkańców dawnej Łuki, obecnie mieszkający w Białymstoku.
Okoliczni mieszkańcy nazywają tę cerkiew pomnikiem wysiedlonych (aby zbudować zbiornik wodny Siemianówka wysiedlono ok. 300 gospodarstw z 8 okolicznych wsi, z czego 5 całkowicie zatopiono i przestały one istnieć). 

### Siedziba Działu Eksploatacji Zbiornika Wodnego Siemianówka
We wsi (przy ul. Topolowej 15) znajduje się siedziba Działu Eksploatacji Zbiornika Wodnego Siemianówka (oddział terenowy Wojewódzkiego Zarządu Melioracji i Urządzeń Wodnych w Białymstoku).
Jego zadaniem jest stała opieka nad stanem technicznym wszystkich obiektów (m.in. ich odkształceń pionowych i poziomych) i prawidłową eksploatacją zbiornika. Prowadzi też badania dotyczące stanu i jakości wody w zbiorniku, jej dynamiki, a także pomiary reżimu wód gruntowych na terenach przyległych oraz decyduje o zrzutach wody.